# Torre dels Encantats
|  | Per a altres significats, vegeu «poblat ibèric de la Torre dels Encantats». |

La Torre dels Encantats és una torre de guaita fortificada al termenal entre Arenys de Mar i Caldes d'Estrac. És una obra del segle xiii, reformada el XV i envoltada d'una muralla el segle XVI. Fou declarada bé cultural d'interès nacional. Es desconeix la raó del nom de la torre. Originàriament, tan sols era designada així a Caldetes. A Arenys se'n deia la Torre de Caldes.

## Descripció
Aquesta torre és del tipus de torre de guaita costanera, de les dites rodones, amb una avantmuralla circular emmerletada. S'alça al cim del turó final d'un dels contraforts que cauen, perpendiculars sobre la costa, damunt la riera de Caldes d'Estrac, dins, però, del terme municipal d'Arenys de Mar. Fou construïda amb els carreus del poblat ibèric que es troba al mateix turó pels castlans del castell de Montpalau perquè servís de límits del castell i del vescomtat de Cabrera. Les incursions de pirates turcs i barbarescos registrades durant el segle xvi obligaren a fortificar la construcció amb una muralla circular, amb bombarderes; bastida també amb les pedres del poblat preromà, prenent des de llavors la torre l'aspecte que ha conservat fins ara.

## Història
El poblat ibèric del Puig de Castellar data de les darreries del segle V aC. S'extingí al començament del segle I aC. Era dels més importants que es coneixen a la costa. Estava emmurallat amb carrers empedrats. S'han trobat restes d'una farga i foneria. També abundants objectes i peces de ceràmica. Excavacions fetes per J. M. Pons Guri entre 1949 i 1950; i 1956 i 1957. Entre 1954 i 1955 la muralla fou renovada.